# James Rodríguez
James David Rodríguez Rubio, kolumbijski nogometaš , * 12. julij 1991, Cúcuta, Kolumbija.

## Življenjepis
James je bil rojen v kraju Cúcuta na severovzhodu Kolumbije. Ta kraj ima okoli 650.000 prebivalcev in leži nedaleč od meje z  Venezuelo.Ime je dobil po filmskem agentu Jamesu Bondu.Na dvajsetem SP  v Braziliji leta 2014 je bil najboljši strelec turnirja z 6 goli. Na svoj 23 rojstni dan je na prijateljski tekmi v Londonu proti ZDA prvič nosil kapetanski trak in s tem postal najmlajši kapetan članske izbrane vrste. Nogomet je začel igrati s 5 leti v Envigadu. Leta 2011 pa se je pri vsega 20 letih poročil z Danielo - sestro Kolumbijskega reprezentančnega vratarja  Davida Ospine in 29.maja 2013 se jima je rodila hčerkica Salome.

## Klubska kariera
Profesionalno nogometno pot je začel leta 2007 v domačem Envigadu.Jeseni 2008 se je preselil v argentinski Banfield. Njegov prvi evropski klub je bil portugalski Porto  v katerega je prišel 6.julija 2010. Drugi klub na stari celini je bil francoski Monaco v katerega je prestopil 13.maja 2013. Poleti 2014 je v Madrid prišel iz Monaca za vsoto 80 milijonov evrov in tako postal 3. najdražji Realov nogometaš v zgodovini. Poleti 2017 je odšel v Bayern München na dveletno posojo.

## Reprezentančna kariera
Z reprezentanco je nastopil na Svetovnem prvenstvu v nogometu 2014, kjer je bil s šestimi zadetki prvi strelec, s čimer je osvojil Zlati čevelj ter bil izbran v idealno enajsterico prvenstva.